# Pulvinitidae
Pulvinitidae zijn een familie van tweekleppigen uit de orde Ostreida.

## Taxonomie
Het volgende geslacht is bij de familie ingedeeld:
- Pulvinites Defrance, 1824